# Opération Tsotsin-Yourt
L'opération Tsotsin-Yourt était une opération de type zachistka ( en russe : зачистка) opération menée par les forces russes Spetsnaz à Tsotsin-Yourt, en Tchétchénie, du 30 décembre 2001 au 3 janvier 2002, pendant la seconde guerre de Tchétchénie. La campagne de quatre jours contre Tsotsin-Yourt a dégénéré en affrontements armés avec les séparatistes tchétchènes, se terminant par une impasse et des bilans humains controversés. Les forces russes ont été accusées de violations généralisées des droits de l’homme, notamment de pillages, de nettoyage ethnique et de disparitions forcées.

## Contexte
La République tchétchène d’Itchkérie (Tchétchénie) était de facto indépendante de la Russie depuis le début de la première guerre de Tchétchénie en 1994. Au cours de cette indépendance, le gouvernement laïc s’est affaibli et la Tchétchénie est passée sous l’influence croissante des seigneurs de guerre et du régime islamiste. En août 1999, la guerre du Daghestan a commencé lorsque des islamistes tchétchènes ont envahi l'État russe du Daghestan, mais ont été vaincus par l'armée russe en un mois. La guerre du Daghestan a été utilisée comme casus belli pour déclencher la deuxième guerre de Tchétchénie, lorsque les troupes fédérales russes sont entrées en Tchétchénie et ont mis fin à son indépendance. En juin 2000, la guerre était entrée dans une « phase d'insurrection », où les troupes russes exécutaient plusieurs zachistka (en russe : зачистка). Des opérations devenues tristement célèbres pour leurs violations des droits de l’homme.

## Opération
L'opération des forces spéciales russes Spetsnaz à Tsostin-Yourt, un grand village près d'Argoun au sud-est de la capitale tchétchène de Grozny, a débuté le 30 décembre 2001. Un conflit armé aurait éclaté, entraînant un nombre controversé de morts parmi les combattants et les civils, ainsi que 11 disparitions forcées. Les pertes russes comprennent au moins deux commandos tués et 11 blessés. Trois combattants rebelles tchétchènes qui étaient encerclés dans une maison ont également été tués.
Les sources gouvernementales russes ont cependant présenté l'incident comme une bataille féroce au cours de laquelle 21 à 43 combattants rebelles ont été tués, selon les chiffres divergents fournis par les responsables russes.

## Conséquences

### Abus
Selon l'organisation russe de défense des droits de l'homme Memorial, l'opération a été accompagnée de violations flagrantes et massives des droits de l'homme et de la législation russe. Les accusations comprenaient le pillage et la destruction gratuite de biens civils, la profanation d'une mosquée, des vols massifs et des extorsions, ainsi que des coups et de la torture sur une centaine de détenus au « point de filtration », dont 11 ont été victimes de disparition forcée et cinq ont été brutalement assassinés. L'utilisation de boucliers humains par les forces russes aurait également été signalée. Des sources médiatiques étrangères ont fait état du meurtre de 37 voire de 80 civils au cours de l'opération, mais ces informations n'ont pas été confirmées par le Mémorial. Selon le rapport d'Amnesty International d'avril 2002, le sort et le lieu des 11 personnes disparues qui ont été arrêtées par les forces de sécurité russes lors du raid de décembre 2001 à janvier 2002 sur Tsotsin-Yourt sont inconnus.
Selon une lettre ouverte de mars 2002, pendant la guerre, 41 habitants de Tsotsin-Yourt sont morts ou ont disparu au cours d'opérations dites de nettoyage, plus de 20 sont morts de blessures infligées par des tirs ou des bombardements, cinq ont été tués à des points de contrôle, six ont été torturés à mort et 12 ont été arrêtés pour interrogatoire à leur domicile, certains depuis deux ans, et n'étaient pas encore revenus.

### Autres opérationsde zachistkaà Tsotsin-Yourt
Une opération de représailles avait eu lieu à Tsotsin-Yourt deux mois plus tôt, en octobre-novembre 2001, où les troupes russes avaient été accusées d'abus contre les habitants. Un autre massacre s'est produit dans le village un mois plus tard, en février 2002, à la suite d'une attaque contre un véhicule militaire russe, qui a également entraîné diverses violations des droits de l'homme, notamment des meurtres de civils, des destructions de biens et des pillages,,.